# 賴清德政府
賴清德政府（通稱賴政府）是指2024年5月20日迄今，賴清德擔任第16任中華民國總統期間所領導的中華民國政府。民主進步黨（下稱“民進黨”）提名的賴清德與蕭美琴於2024年總統大選以558萬票勝出，打破臺灣自1996年總統直選以來執政兩屆即政黨輪替的慣例，民進黨邁向第三個連續執政任期；惟民進黨於2024年立法委員選舉中未能取得過半席次，使賴政府成為行憲以來的第二個少數派政府。
賴清德政府上任至今共歷經一個內閣，即卓榮泰內閣。與扁政府時代相似，在野的中國國民黨及台灣民眾黨在多數政治議題上合作，導致國會自2024年2月開議以來，朝野雙方在審議法案及政府預算方面陷入激烈對抗，並且引發了後續的大罷免潮。

## 政府人事

### 副總統
|      |      |        |               |          |            |  |  |
| 次序 | 肖像 | 姓名   | 任職期間      | 任職期間 | 所屬政黨   |  |  |
| 次序 | 肖像 | 姓名   | 到任時間      | 卸任時間 | 所屬政黨   |  |  |
| 1    |      | 蕭美琴 | 2024年5月20日 | 現任     | 民主進步黨 |  |  |

### 五院首長
|        | 行政院                     | 立法院                     | 司法院                         | 考試院                     | 監察院                       |
| ------ | -------------------------- | -------------------------- | ------------------------------ | -------------------------- | ---------------------------- |
| 院長   | · 卓榮泰 · （ 民主進步黨） | · 韓國瑜 · （ 中國國民黨） | · 謝銘洋（代理） · （ 無黨籍） | · 周弘憲 · （ 民主進步黨） | · 陳菊 · （ 無黨籍）         |
| 副院長 | · 鄭麗君 · （ 民主進步黨） | · 江啟臣 · （ 中國國民黨） | 懸缺                           | · 許舒翔 · （ 無黨籍）     | · 李鴻鈞 · （ 無黨籍）       |
| 秘書長 | · 龔明鑫 · （ 無黨籍）     | · 周萬來 · （ 無黨籍）     | 懸缺                           | · 劉建忻 · （ 民主進步黨） | 王增華（代理） · （ 無黨籍） |

### 內閣
|           |          |          |            |               |          |          |      |
| 內閣 次序 | 閣揆肖像 | 閣揆姓名 | 所屬政黨   | 存續期間      | 存續期間 | 存續期間 | 備註 |
| 內閣 次序 | 閣揆肖像 | 閣揆姓名 | 所屬政黨   | 到任時間      | 卸任時間 | 任期時間 | 備註 |
| 1         |          | 卓榮泰   | 民主進步黨 | 2024年5月20日 | 現任     | 1年91天  |      |

### 其他人事任命
| 頭銜               | 肖像                               | 姓名   | 政黨       | 就任日期      | 副首長                                                                     | 備註                                                                                         |
| ------------------ | ---------------------------------- | ------ | ---------- | ------------- | -------------------------------------------------------------------------- | -------------------------------------------------------------------------------------------- |
| 總統府秘書長       |                                    | 潘孟安 | 民主進步黨 | 2024年5月20日 | 特任副秘書長： · 何志偉（ 民主進步黨）                                     |                                                                                              |
| 總統府秘書長       | 副秘書長： · 張惇涵（ 民主進步黨） | 潘孟安 | 民主進步黨 | 2024年5月20日 |                                                                            |                                                                                              |
| 國家安全會議秘書長 |                                    | 吳釗燮 | 民主進步黨 | 2024年5月20日 | 副秘書長： · 徐斯儉（ 無黨籍） · 劉得金（ 無黨籍） · 林飛帆（ 民主進步黨） | 諮詢委員： - 傅棟成（ 無黨籍） · 黃曙光（ 無黨籍） · 黃重諺（ 民主進步黨） · 李育（ 無黨籍） |
| 國家安全局局長     |                                    | 蔡明彥 | 無黨籍     | 2023年1月31日 | 副局長： · 柯承亨（ 民主進步黨） · 簡華慶（ 無黨籍） · 陳松吉（ 無黨籍）   |                                                                                              |
| 總統府侍衛長       |                                    | 邵智君 | 無黨籍     | 2024年5月20日 | 副侍衛長： · 陳宏詩（ 無黨籍）                                             |                                                                                              |
| 總統府發言人       |                                    | 郭雅慧 | 無黨籍     | 2024年5月20日 |                                                                            |                                                                                              |
| 總統府發言人       |                                    | 李問   | 民主進步黨 | 2024年5月20日 |                                                                            |                                                                                              |
| 總統辦公室主任     |                                    | 陳羿伶 | 民主進步黨 | 2024年5月20日 |                                                                            |                                                                                              |
| 國史館館長         |                                    | 陳儀深 | 民主進步黨 | 2019年7月10日 | 副館長： · 許瑞浩（ 無黨籍）                                               |                                                                                              |
| 中央研究院院長     |                                    | 廖俊智 | 無黨籍     | 2016年6月21日 | 副院長： · 周美吟（ 無黨籍） · 唐堂（ 無黨籍） · 彭信坤（ 無黨籍）         | 非直接任命，而係由總統圈選評議會推薦候選人。任期五年。                                       |

## 內政

### 住房政策
為減輕青壯年世代購房壓力，行政院於2024年至2026年間實施「青年安心成家購屋優惠貸款精進方案」（簡稱「新青安貸款」）專案，放寬房貸利率優惠並提高寬限期。該政策原先的目標係為協助18歲以上青年緩解購房壓力以實現居住正義，然而政策發布後卻反而掀起房市熱潮，更造成投機者利用政策漏洞炒房；中央銀行只得祭出「限貸令」，優先貸款給無自用住宅者，以確保能夠滿足首購族的貸款需求。
此外，內政部亦公告租屋電費新制，明訂房東收取電費不得超過當期每度平均電價，並要求電費資訊公開，若違規將重罰最高新台幣50萬元。

### 轉型正義
延宕多年的中正紀念堂轉型正義議題，過去蔡政府時代文化部曾規劃轉型，但最終未有下文；賴政府上任一年後，行政院轉型正義會報通過轉型為“民主教育園區”的方案，惟後續如何執行仍有待觀察。
此外，中正紀念堂的銅像大廳的三軍儀隊撤除問題，則在賴政府首位非軍系背景出身的國防部部長顧立雄上任後，終於在2024年7月起撤出大廳；而國安局營區內的蔣中正銅像也即將全數移除，落實清除獨裁者个人崇拜圖騰的目標。

## 能源

### 永續能源

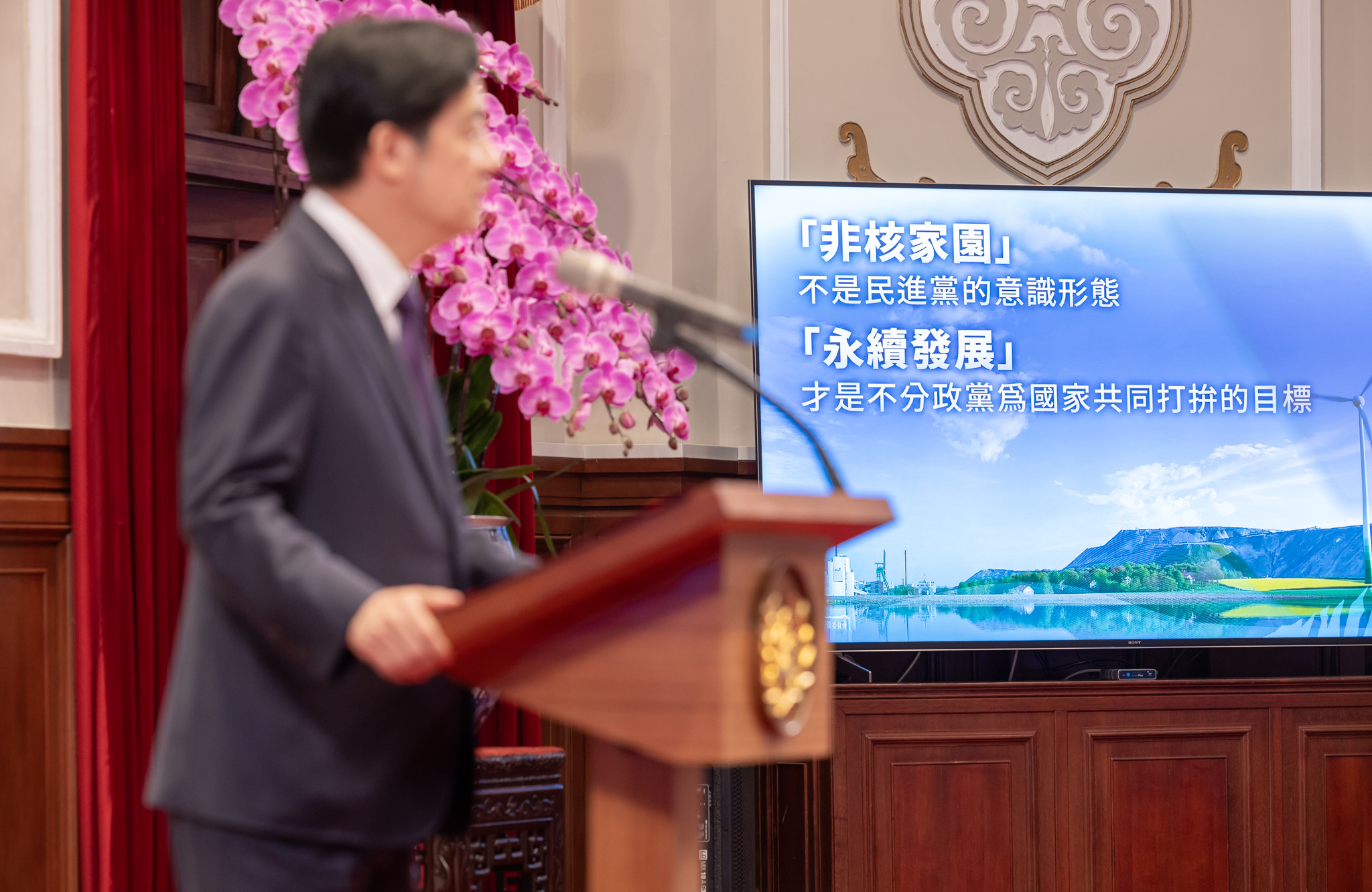
賴清德總統主持「國家氣候變遷對策委員會」會議

賴政府於上任之初即成立「總統府國家氣候變遷對策委員會」，宣示繼續朝淨零碳排、永續再生的目標前進。總統賴清德在會議期間表態，不排除未來新的、安全的核能技術；但也同時強調「非核家園」是早已獲得朝野共識的政策目標，不會改變。

## 外交

### 臺灣－美國關係
賴政府上任後，美方維持過去的友好態度，對其就職表示歡迎；拜登政府並公告了其任內第14～18度的對台軍售，美国财政部也宣布將就雙重課稅問題與臺灣展開雙邊租稅協定的正式談判，賴清德總統出訪關島期間更是創下訪問總督官邸、議會，官方並演奏中華民國國歌歡迎到訪的首例。
第二次川普政府上台後，全世界逾百個國家均面臨美國“對等關稅”的懲罰性措施、臺灣亦遭到加徵32%的关税。對此，賴政府則以支持台積電赴美擴大投資換取關稅減免，成功列入與美貿易磋商的優先談判國家之列，爭取到期限內暫時將關稅降至10%。

### 臺灣－日本關係
隨著近年來台日關係不斷升溫，加之北京不斷進行海上擴張的灰色地帶侵擾所衍生的共同防衛需求，2024年7月日本海上保安廳巡邏船“相模號”（さがみ）與海巡署巡護船“巡護九號”首度在房總半島以南海域進行聯合演訓，被視為是針對“台灣有事”的因應措施；而海上自衛隊的護衛艦更是打破慣例開始穿越台灣海峽航行，足見日方涉足台海事務的積極程度正逐步提升。

### 臺灣－歐洲關係
蔡英文政府時期臺灣與欧洲的關係便獲得了很大程度的提升，賴政府在此基礎上更戮力促進雙邊往來。2024年10月，前總統蔡英文在賴政府全力支持下出訪歐洲，除在捷克獲得禮遇並與捷克总统帕維爾會面外，也獲邀前往法國參議院和欧洲议会，創下卸任元首訪問歐盟總部的紀錄。此外，經濟部部長郭智輝亦於同年12月訪問歐盟貿易總署並與總署長魏恩德舉行雙邊經貿對話，是台灣與歐盟貿易首長的首次實體對話。

## 兩岸

### 兩岸方針
賴清德總統在其就職演說中明確提及「中華民國與中華人民共和國互不隸屬」，此後便以此為基礎反覆重申；而其論述也不再侷限於兩岸之間，而是將之全面提升至國際層次以將臺海問題國際化，包括針對《聯合國大會第2758號決議》展開国际法論戰，直接指出北京當局曲解該決議的真正目的係為挑戰現行「以規則為基礎的國際秩序」；以及首度公開紀念歐戰勝利日，呼籲各國團結對抗侵略勢力，爭取合縱連橫抗衡北京。並提出包括「祖國論」、「俄佔領土說」等論述。
而北京方面則是指責其大搞「新兩國論」，除在經濟上再次宣佈中止ECFA早收清單关税減免優惠之外，國台辦亦聯合其他黨政機關大動作公佈《懲獨二十二條意見》，進一步限縮當局認定的「台獨」範圍；軍事上更是頻繁發動圍島軍事演習，企圖常態化其在台灣海峽周邊的軍事活動。

### 中配除籍
陸委會在2025年4月宣佈全面清查領有中華民國身分證的大陸配偶及後來轉入臺灣戶籍的中配子女，是否如實辦理除籍，若未有證明文件則需在3個月內向中国大陆方面申請除籍證明。但有時程過趕，行政怠惰之批評。

### 制度化反統戰
2024年末中华人民共和国部分統戰工作遭YouTuber揭露後，賴政府開始全面檢討反制滲透的政策、法規；並於《反分裂國家法》施行20週年之際召開敞廳談話，正式將中華人民共和國定調為「境外敵對勢力」、提出了17項國安因應策略，陸續實施以下措施：
- 教育部宣布禁止國內各級學校與隸屬中共中央統戰部的三所高等教育學校（暨南大學、華僑大學和北京華文學院）進行交流、並停止採認其學歷。[32]
- 針對在社群媒體上鼓吹「武統」的大陸配偶，移民署首度援引《兩公約》開鍘，廢止其居留許可[33]。
- 內政部與陸委會針對持有中國大陸戶籍的國民、以及未辦理除籍的陸配進行清查[30]，陸續註銷多人的臺灣戶籍身份；並宣佈將持有中國大陸定居證者比照辦理[34]。
- 加強各級公職人員赴中報備機制，並全面徹查軍公教持有中國大陸定居證、居住證者，予以輔導註銷。
- 對於配合中共宣傳對台操作的台籍藝人不再予以容忍，陸委會宣佈偕同文化部初步鎖定20人展開調查，若屬實將依法開罰[35]。

## 國防

### 國艦國造
賴清德在選後即承諾將延續「蔡英文路線」，繼續推動國防自主和潛艦國造計畫。

### 國防改革
國軍過去爭議多時且為人詬病的踢正步、刺槍術和休假回報制度等等多項措施，在賴政府首位文人國防部部長顧立雄上任後，在以实用主义取代形式主义的政策導向之下全數廢除，改為符合現代戰爭型態的近身搏擊等。此外，國防部也證實將仿效美軍設立國防創新單位，為部隊提供新的科技與作戰概念，以符合當代的戰爭需求。

### 全民防衛
為因應习近平統治之下中國大陸武力犯台可能性逐年升高，賴政府上任後即成立「總統府全社會防衛韌性委員會」，由總統賴清德親自出任召集人，將國家安全、民防、災害防救等各項資源進行系統性的整合，並將萬安演習與民安演習重新整併為「城鎮韌性演習」，以無劇本、小規模的方式進行戰事救災演練。

### 軍事審判
由於共諜案趨於頻繁，為因應中华人民共和国的滲透及间谍活動威脅，總統賴清德宣示將恢復軍事審判制度，但將適用範圍限縮於現役军人觸犯叛亂、通敌、洩密、抗命和廢弛職務等軍事犯罪行為。

### 美國軍售
賴政府上任後，拜登政府連續公告了五波對台軍售案，包括Switchblade 300和Altius 600M型無人機、先進地對空飛彈系統等在內的「獵鴞專案」。此外，拜登總統也批准了有史以來規模最大、價值5.67億美元的軍事援助，授權國務卿直接提取美国国防部的軍事物資、裝備協助臺灣。
第二次川普政府上任後，美國計畫售出比第一次川普政府更多軍武以遏制台海战争。同時美方官員認為台灣在野黨刪減總預算以阻擋國防開支，故警告在野黨這並非政黨之爭，而是台灣是否能存活。

## 交通

### 台鐵漲價
台鐵公司自鐵路局時代以來已經近30年未曾調漲票價，導致營運虧損愈發嚴重。公司化之後董事會終於通過決議平均調漲26%，並採“距離越近、漲幅越大”的原則，經交通部核准後，於2025年6月起正式實施。

## 勞動

### 最低工資
賴政府上任後，勞動部宣佈將延續前屆政府每年調漲最低工資的趨勢，拍板2025年起時薪由新臺幣183元調升至190元，調幅達4.08%；月薪則自27,740元調升為28,590元，調幅約3.83%。

## 施政滿意度調查
- 就職百日：滿意約五成四，高於不滿意三成三。[43]
- 就職一週年：滿意、不滿意皆在四成上下。[44][45]

## 外部連結
- YouTube上的中華民國第十六任總統副總統就職慶祝大會｜全程直播 （页面存档备份，存于），中華民國總統府Youtube頻道，2024年5月20日

| 前任： 蔡英文政府 | 行憲以後的中華民國政府 2024年5月20日— | 現任 |